# Mwangeza
Mwangeza ist ein ländlicher Verwaltungsbezirk (englisch Ward) des Distrikts Mkalama in der tansanischen Region Singida.

## Geografie
Mwangeza ist ein Bezirk im nördlichen Zentralteil von Tansania etwa 80 Kilometer Luftlinie ostnordöstlich der Regionshauptstadt Singida, die Grenze im Nordwesten bildet der Fluss Sibiti, im Norden grenzt der Eyasisee an. Bei der Volkszählung 2022 lebten 32.520 Menschen in 4761 Haushalten auf einer Fläche von 746 Quadratkilometern.
Der Bezirk grenzt im Nordwesten an den Distrikt Meatu der Region Simiyu, im Nordosten an den Distrikt Karatu der Region Arusha, im Osten an den Distrikt Mbulu der Region Manyara und sonst an fünf Bezirke des Distrikts Mkalama:
| Meatu         |                                             | Karatu |
| Mpabala Ibaga | Kompassrose, die auf Nachbargemeinden zeigt | Mbulu  |
| Matongo       | Nkinto Mwanga                               |        |

## Gliederung
Der Bezirk besteht aus vier Gemeinden (swahili Mtaa) mit 31 Orten (Kitongoji):
| Ikolo - Ikolo Mashariki - Nsansi - Idabina - Zaire - Mwalamo - Itianundi - Milumba | Mwangeza - Gangeleli - Da Es Salaam - Dugulai - Isene - Igama - Utemini - Gambasimboi - Nsungwi - Migagao - Malawi | Dominiki - Kijiweni - Tandusi - Dominiki - Mzanga - Matere - Gajaroda | Endasiku - Jiloleli - Mwadundu - Mwanyenyeka - Mwamakona - Mwasulagi - Mitala - Endasiku Mashariki - Matandani |

## Infrastruktur
- Bildung: Die Mwangeza Secondary School ist eine staatliche weiterführende Schule, die Tagesschüler bis zur 4. Stufe ausbildet.[7]
- Gesundheit: In den Gemeinden Ikolo, Mwangeza und Endasiku gibt es je eine staatliche Apotheke.[8][9][10]